# Хю Сайм
Хю Сайм е художник, известен с обложките си на рок и метъл групи. Освен това той е и музикант, като най-значимите му участия са като кибордист в няколко песни на Rush (Ръш). Сайм е авторна всички обложки на групата след 1975 г. и освен това е създател на известното лого на Rush.
Сайм е автор и на обложката на „The X Factor“ (Дъ Х Фактор) на Iron Maiden (Айрън Мейдън), на която е представена дисекция на талисманът на групата Еди. За тази обложка е използвана снимка на кукла, която е обработена с компютър, което я прави изключително реалистична (всички предишни обложки на групата са маслени платна). В някои страни обложката е счетена за много страшна и албума излиза с алтернативана, която всъщност е задната обложка на оригиналния албум.
Сайм е и съавтор на обложката на „Retro Active“ (Ретро Актив) на Def Leppard (Деф Лепард), на която жена седяща пред тоалетка може да бъде видяна и като огромен череп.
Други групи, с които Сайм е работил са Klaatu (Клаату), Extol (Екстол), Megadeth (Мегадет), Nevermore (Невърмор), Stone Sour (Стоун Сауър), Styx (Стикс), Fates Warning (Фейтс Уорнинг), Whitesnake (Уайтснейк), Queensryche (Куинсрайк), Aerosmith (Аеросмит), и Dream Theater (Дрийм Тиътър).

## Обложки
- Aerosmith – Get a Grip
- Def Leppard – Retro Active
- Iron Maiden – The X Factor
- Megadeth – Countdown to Extinction
- Megadeth – Youthanasia
- Queensrÿche – Hear in the Now Frontier
- Rush – Permanent Waves
- Rush – Grace Under Pressure
- Rush – Roll the Bones
- Rush – Test for Echo
- The Storm – The Storm
- Unruly Child – Unruly Child
- Warrant – Cherry Pie
- Whitesnake – Restless Heart